# EU Весов
EU Весов (лат. EU Librae) — одиночная переменная звезда в созвездии Весов на расстоянии (вычисленном из значения параллакса) приблизительно 2703 световых лет (около 829 парсеков) от Солнца. Видимая звёздная величина звезды — от +15,7m до +14,8m.

## Характеристики
EU Весов — красная пульсирующая полуправильная переменная звезда (SR:) спектрального класса M. Эффективная температура — около 3393 К.